# Aquilegia karatavica
Aquilegia karatavica là một loài thực vật có hoa trong họ Mao lương. Loài này được Mikeschin mô tả khoa học đầu tiên năm 1947.